# 아랑 (코뮌)
아랑(프랑스어: Aranc)은 프랑스 동부 앵주에 위치한 코뮌 중 하나이다. 1846년 한때 인구 수가 1,116명으로 많았으나, 점점 줄어들어 2008년 현재는 285명에 달한다.

## 인구
| 연도 | 인구 | ±%    |
| ---- | ---- | ----- |
| 2006 | 285  | —     |
| 2007 | 286  | +0.4% |
| 2008 | 285  | −0.3% |
| 2009 | 297  | +4.2% |
| 2010 | 302  | +1.7% |
| 2011 | 306  | +1.3% |
| 2012 | 311  | +1.6% |
| 2013 | 314  | +1.0% |
| 2014 | 325  | +3.5% |
| 2015 | 327  | +0.6% |
| 2016 | 326  | −0.3% |

## 같이 보기
- 앵 주의 코뮌 목록